# げっぷ
げっぷとは、胃の中にたまったガスが、食道・口腔を経て、音を伴って口から排出される現象。医学的には噯気（あいき）という。また、一般にはおくび（噯、噯気）ともいう。

## ヒトの生理現象

### 要因
飲食などによる嚥下の際、若干の空気が胃に貯めこまれ、胃底部のガス（胃泡）が一定量に達したときに噴門部が開いて口から排出される。一般には食べすぎたときや炭酸飲料の飲用後に生理現象として生じる。しかし、食道裂孔ヘルニア、胃潰瘍、十二指腸潰瘍、幽門狭窄症、胃がんなど上部消化管の疾患が要因になっていることもある。

### 検査への影響
バリウムによる上部消化管検査においては、胃を膨らませるための薬剤の影響でげっぷが出やすくなるが、胃袋がしぼむため検査終了までなるべく出さないようにする必要がある。

### 乳児
乳児の場合、授乳中に同時に空気も飲み込んで腹部にたまってしまうことがあり、それが原因で母乳やミルクを吐き出してしまうのを防ぐため、げっぷを排出できるよう腹部を軽く刺激することがある。

### マナー
多くの国で人前でのげっぷはマナー違反となる。特に欧米社会では、げっぷは放屁よりもマナーが悪いとされている。

## 家畜の生理現象
国連食糧農業機関(FAO)の2013年報告によると、世界の温室効果ガスの総排出量のうち畜産業からの排出は14%に上るとしている。その65%が牛からの排出であり、牛は反芻を行うために多量のメタンを発生させることが知られており、牛肉生産による温室効果ガス排出量は豚肉生産によるものの約4倍とする研究もある。牛肉生産による温室効果ガスの排出の主な要因は牛がする「ゲップ」ともいわれており、農業・食品産業技術総合研究機構（農研機構）ではメタンの抑制や育成期間を短縮できる餌の研究を行っている。
なお、マメ科植物（クローバーなど）やジャガイモなど発酵しやすい餌を大量に食べたことによる鼓脹症（第一胃鼓脹症）がみられる場合、腹部を藁などで刺激して曖気を排出させる応急措置が取られる。